# Canthidium globulum
Canthidium globulum är en skalbaggsart som beskrevs av Edgar von Harold 1867. Canthidium globulum ingår i släktet Canthidium och familjen bladhorningar. Inga underarter finns listade.